# Cyrille Magnier
Cyrille Magnier (Boulogne-sur-Mer, 24 agosto 1969) è un ex calciatore francese, di ruolo difensore.

## Biografia
Sposa Corinne che gli dà un figlio: Adrien, nato nel 1993.

## Carriera

### Club
Gioca per Lens, Auxerre, Amiens e Arras. Vanta 309 incontri e 4 reti in Ligue 1, 286 presenze e 4 gol con il Lens e 10 partite in Europa.
Terminata l'attività di calciatore diviene un osservatore del Lens dal luglio del 2005 al 2008.

## Palmarès

### Club

#### Competizioni nazionali
- Coppa di Lega francese: 2

Lens: 1993-1994, 1998-1999
- Campionato francese: 1

Lens: 1997-1998